# Семенко, Валентина Николаевна
Валентина Николаевна Семенко (укр. Валентина Миколаївна Семенко; 15 июля 1930 год, село Шматково, Кобеляцкий район, Полтавская область, УССР — 17 августа 2000 год, посёлок Козельщина, Полтавская область, Украина) — колхозница, свинарка совхоза «Козельщинский» Кременчугского района Полтавской области, Украинской ССР. Герой Социалистического Труда (1966).

## Биография
Родилась 15 июля 1930 года в крестьянской семье в селе Шматково Кобеляцкого района Полтавской области. В 1947 году начала свою трудовую деятельность разнорабочей в колхозе «Прогресс» Кобеляцкого района. Потом работала фрезеровщиком на вагоностроительном заводе имени газеты «Правда» в городе Днепродзержинск (1949—1953), свинаркой колхоза «Кустоловский» Новосанжарского района (1953—1956), свинаркой на ферме исправительно-трудового лагеря в Новосанжарском районе (1956—1957).
С 1958 года трудилась свинаркой в колхозе «Козельщинский» Кременчугского района. В 1966 году удостоена звания Героя Социалистического Труда «за достигнутые успехи в развитии животноводства, увеличении производства и заготовок мяса и другой продукции».
Избиралась делегатом XXIV съезда КПСС и XXIII съезда КПУ.
В 1985 году вышла на пенсию. Проживала в посёлке Козельщина, где скончалась в 2000 году.

## Награды
- Герой Социалистического Труда — указом Президиума Верховного Совета СССР от 22 марта 1966 года
- Орден Ленина
- Орден Октябрьской Революции (1973)